# XScale
Az XScale egy mikroprocesszor-mag típus, az ARMv5 architektúra Intel és Marvell általi megvalósítása. Több különálló processzorcsaládból áll, ezek az IXP, IXC, IOP, PXA és CE jelű sorozatok, ld. alább. Az Intel a PXA családot 2006 júniusában eladta a Marvell Technology Group-nak.
Az XScale architektúra az ARMv5TE ISA-n alapul, de nem valósították meg benne a lebegőpontos utasításokat. Az XScale felépítésben hétfokozatú egész és nyolcfokozatú memória szuper-futószalag elvű mikroarchitektúrát alkalmaznak. Ez az Intel StrongARM mikroprocesszor- és mikrovezérlő-vonal utódja, amelyet az Intel a DEC Digitális Félvezető részlegétől szerzett meg a két cég között lezajlott per mellékhatásaként. Az Intel a StrongARM processzorcsaláddal a saját elavult RISC-típusú processzorait kívánta felváltani, az i860 és az i960 családokat.
Az XScale processzorok összes generációja 32 bites ARMv5TE utasításkészletű processzor, amelyek 0,18 µm-es vagy 0,13 µm-es gyártási folyamattal készülnek (részben az IXP43x is), 32 KiB adat-gyorsítótárral (data cache) és 32 KiB utasítás-gyorsítótárral (instruction cache) rendelkeznek. Az első és második generációs XScale processzormagokban 2 KiB-es mini adat-gyorsítótár van. A harmadik generációs XScale magokon alapuló termékekben legfeljebb 512 KiB egyesített L2 gyorsítótár található.

## Processzorcsaládok
Az XScale processzormagot számos Intel és Marvell gyártmányú mikrovezérlő-sorozatban használják, például a következőkben:
- Alkalmazásprocesszorok (PXA előtag). Az XScale alkalmazásprocesszoroknak négy generációja van, ld. alább: a PXA210/PXA25x, PXA26x, PXA27x, és a PXA3xx.
- I/O processzorok avagy ki- és bemeneti processzorok (IOP előtag)
- Hálózati processzorok (IXP előtag)
- Vezérlősík-processzorok (control plane processors, beágyazott vezérlők processzorai, IXC előtag).
- Fogyasztói-elektronikai processzorok (consumer electronics processors, CE előtag).

Ezeken kívül léteznek magukban álló processzorok is, ezek a 80200 és 80219 jelűek, amelyeket főleg PCI alkalmazásokba építenek be.

### PXA

#### PXA210/PXA25x

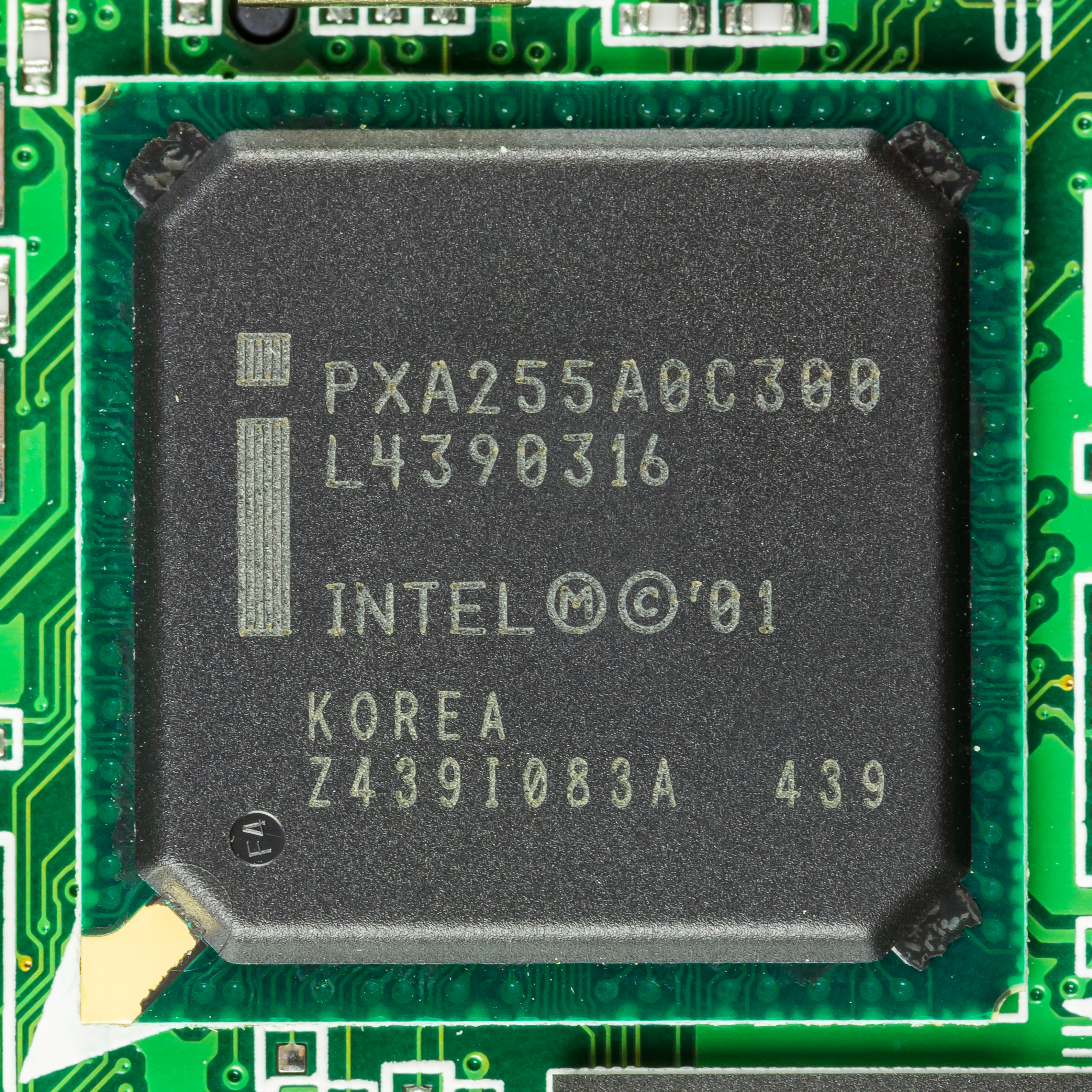
Intel PXA255

A PXA210 az Intel belépő szintű XScale sorozata, a mobiltelefon-alkalmazásokban történő felhasználást célozta. A PXA250-essel együtt jelent meg 2002 februárjában, 133 MHz és 200 MHz órajelű változatokban.
A PXA25x család – kódneve Cotulla – a PXA250 és PXA255 modellekből áll.

#### PXA26x
A PXA26x család – kódneve Dalhart – a PXA260 és PXA261-PXA263 modellekből áll. A PXA260 egy önálló processzor, ugyanazokon az órajeleken működik, mint a PXA25x, de TPBGA tokozásban jelent meg, ami kb. 53%-kal kisebb, mint a PXA25x PBGA tokozása. A PXA261-PXA263 ugyanaz, mint a PXA260, csak a processzor tetejére egy Intel StrataFlash memóriát építettek a tokon belülre; a PXA261-ben 16 MiB 16 bites memória, a PXA262-ben 32 MiB 16 bites memória, és a PXA263-ban 32 MiB 32 bites memória található. A PXA26x család 2003 márciusában jelent meg.

#### PXA27x
A PXA27x család – kódneve Bulverde – tagjai a PXA270 és PXA271-PXA272 processzorok. Ez a revízió egy hatalmas korszerűsítést jelentett az XScale processzorok körében.
A PXA270 processzor négy különböző órajellel jelent meg: 312 MHz, 416 MHz, 520 MHz és 624 MHz, szerkezetileg ez egy önálló processzor ráépített memória nélkül. A PXA271 órajele 13, 104, 208 MHz vagy 416 MHz lehetett és 32 MiB 16 bites hozzáépített StrataFlash memóriája volt és 32 MiB 16 bites SDRAM is volt a tokon belül. A PXA272 órajele 312 MHz, 416 MHz vagy 520 MHz lehet és 64 MiB 32 bites beépített StrataFlash memóriával rendelkezik.
Az Intel sok kiegészítő technológiai újítást is adott a processzorokhoz.
A PXA27x család 2004 áprilisában jelent meg. A PXA27x családdal együtt jelentette meg az Intel a 2700G beágyazott grafikai koprocesszort is.

#### PXA3xx

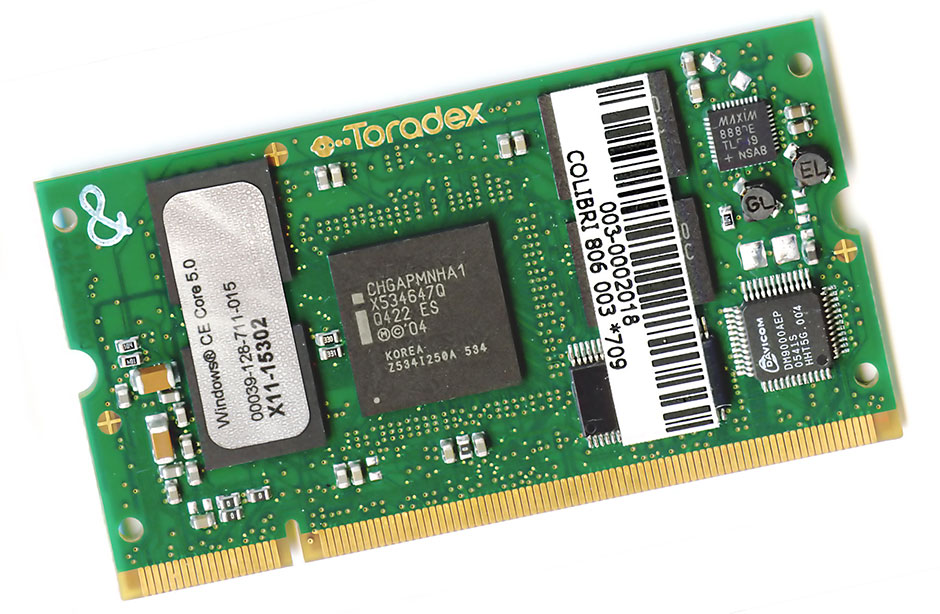
Toradex Colibri XScale Monahans PXA290 SODIMM-module (Prototype Of Marvell PXA320 SODIMM-module)

2005 augusztusában az Intel bejelentette a Bulverde utódját, amelynek kódneve Monahans lett.

### PXA16x

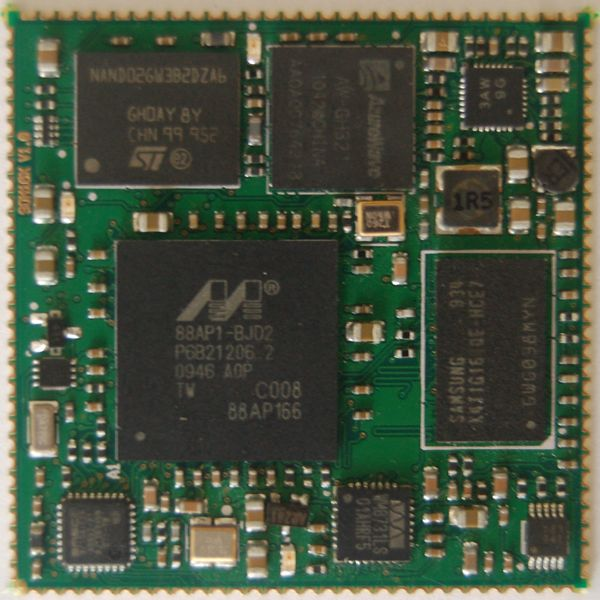
PXA168 System On Module (a tianyeit.com közlése)

A PXA16x processzorokat olcsó fogyasztói elektronikai eszközökbe, pl. digitális képkeretekbe, e-könyvolvasókba, multifunkciós nyomtatók felhasználói felületének kezelésére, interaktív VoIP telefonokba, biztonsági IP-kamerákba és otthonvezérlő eszközökbe szánták.

### PXA90x
A PXA90x a Marvell terméke, az XScale magot kombinálja egy GSM/CDMA kommunikációs modullal. A PXA90x 130 nm-es folyamattal készült

### CE
2007 áprilisában jelentette be az Intel a felhasználói elektronikai piacra szánt Intel CE 2110 processzort.

## Felhasználásuk
XScale mikroprocesszor található az olyan népszerű termékekben, mint a RIM BlackBerry kézi készülékei, a Dell Axim Pocket PC család, a Palm Zire, Treo és Tungsten Handheld PDA-iban, a Sharp Zaurus későbbi modelljeiben, a Motorola A780, Acer n50, Compaq iPaq 3900 sorozatú eszközökben és sok egyéb PDA-ban.

## A PXA processzorvonal eladása
2006. június 27-én az Intel bejelentette az XScale PXA mobilprocesszor eszközeinek eladását. A vásárló a Marvell Technology Group volt, amely 600 millió dollárt fizetett ezért készpénzben és egyéb, nem közölt kötelezettségeket is vállalt.
Az adásvétel 2006. november 9-én zárult le. Az Intel a feltételek szerint tovább gyártotta az XScale processzorokat amíg a Marvell át nem vette a gyártást, és tovább gyártja az IXP és IOP processzorokat is, mindettől függetlenül, mivel ezek nem voltak részei az ügyletnek.
Az XScale termékvonal gyártása azzal kezdődött, hogy az Intel 1998-ban megszerezte a StrongARM részleget a Digital Equipment Corporation-től. Az Intelnek még mindig, az XScale termékvonal eladása után is, birtokában van egy ARM licenc; amely egy architekturális szintű licenc.

## Fordítás
- Ez a szócikk részben vagy egészben  a   XScale című angol Wikipédia-szócikk ezen változatának fordításán alapul.  Az eredeti cikk szerkesztőit annak laptörténete sorolja fel. Ez a jelzés csupán a megfogalmazás eredetét és a szerzői jogokat jelzi, nem szolgál a cikkben szereplő információk forrásmegjelöléseként.